# Pontia
|  | Per a altres significats, vegeu «Illa de Ponça». |

Pontia és un gènere de lepidòpters papilionoïdeus de la família dels pièrids (Pieridae) amb dues espècies als Països Catalans. La majoria de les espècies del gènere Pontia tenen una distribució holàrtica incloent-hi els Països Catalans.

## Taxonomia
Espècies llistades alfabèticamentː
- Pontia beckerii (Edwards, 1871)
- Pontia callidice (Hübner, 1799-1800)
- Pontia chloridice (Hübner, 1808-1813)
- Pontia daplidice (Linnaeus, 1758)
- Pontia davidis (Oberthür, 1876)
- Pontia distorta (Butler, 1886)
- Pontia dubernardi (Oberthür, 1884)
- Pontia edusa (Fabricius, 1777)
- Pontia extensa (Poujade, 1888)
- Pontia glauconome (Klug, 1829)
- Pontia helice (Linnaeus, 1764)
- Pontia kozlovi (Alphéraky, 1897)
- Pontia occidentalis (Reakirt, 1866)
- Pontia protodice (Boisduval & Le Conte, 1830)
- Pontia sherpae Epstein, 1979
- Pontia sisymbrii (Boisduval, 1852)
- Pontia stoetzneri (Draeseke, 1924)
- Pontia venata (Leech, 1891)

## Galeria

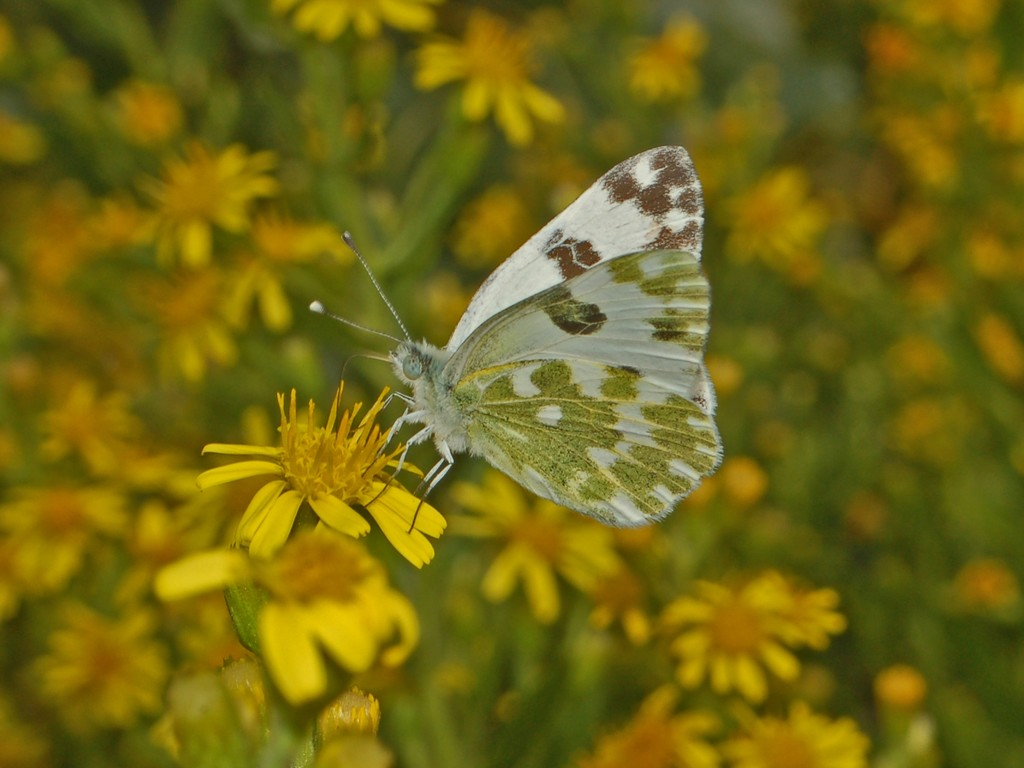
Pontia edusa
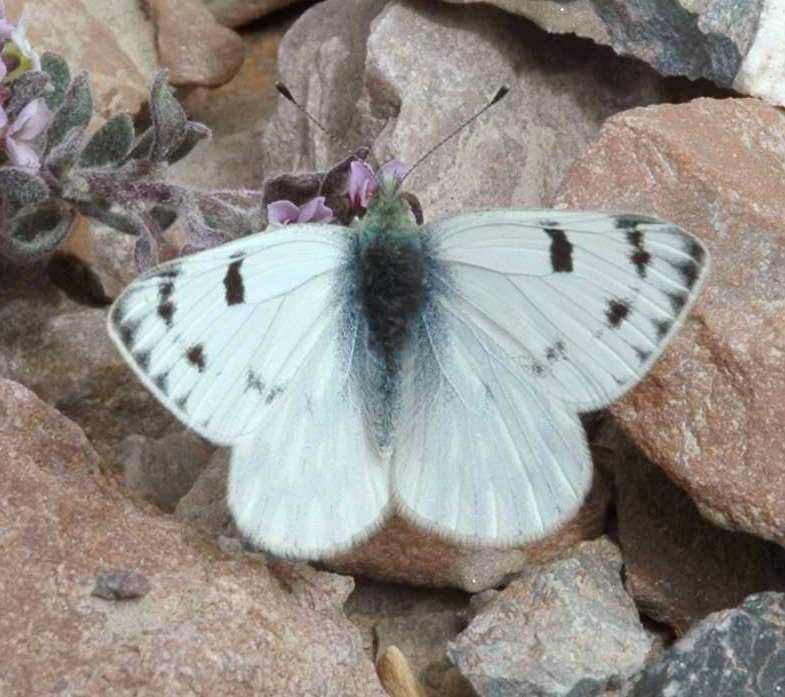
Pontia callidice
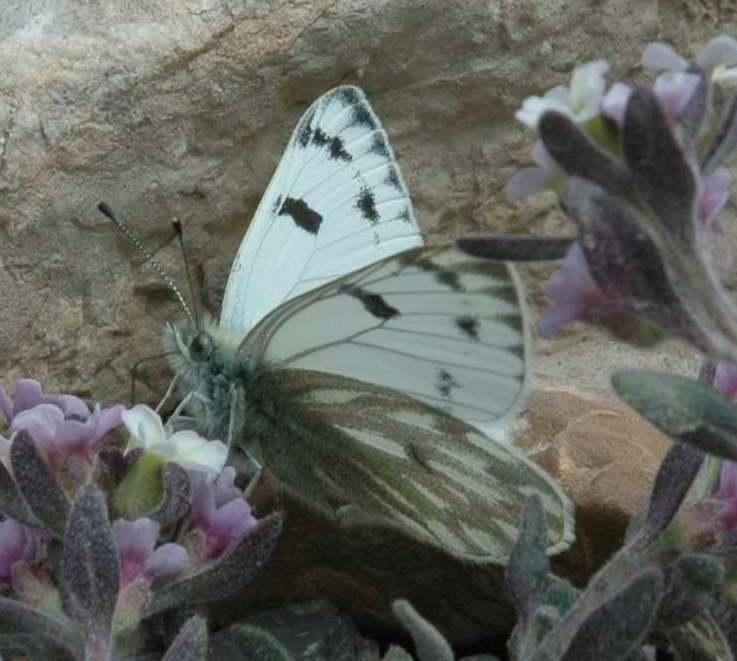
Pontia callidice
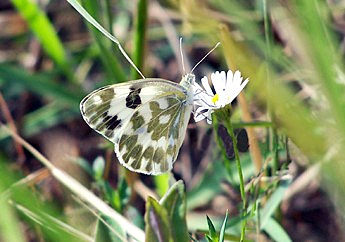
Pontia daplidice
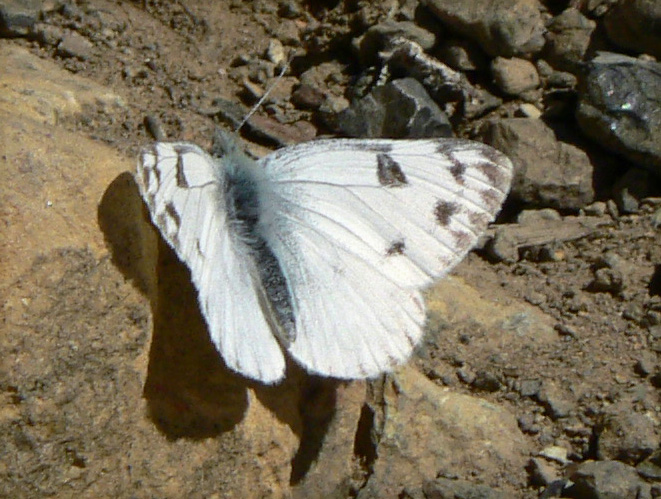
Pontia occidentalis
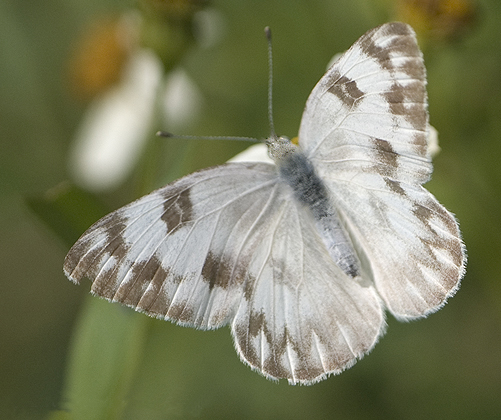
Pontia protodice - Femella
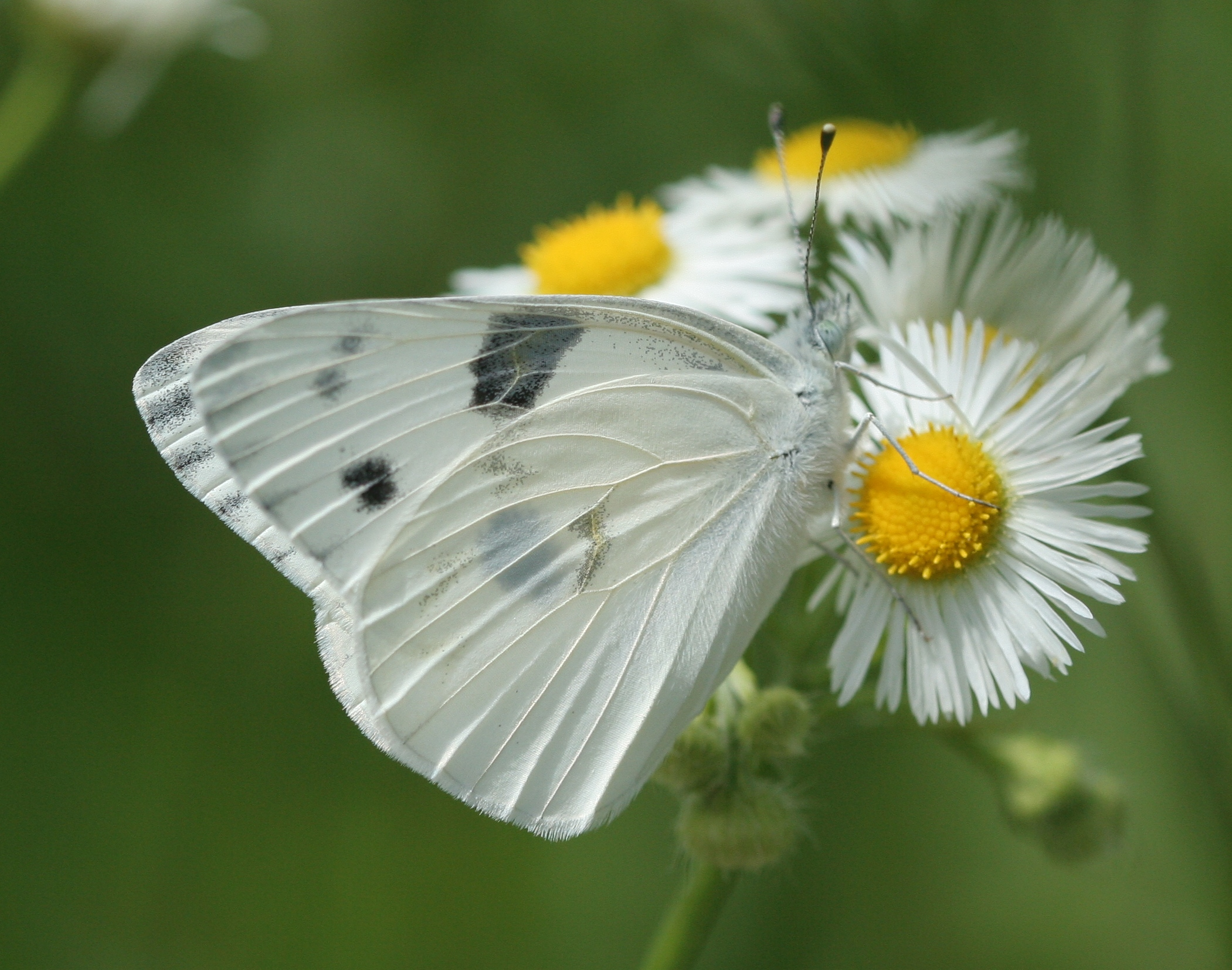
Pontia protodice - Mascle